# Tiele
Die Tiele (铁勒), Chile (敕勒), Tölös oder Gaoche (高車) waren ein antikes Turkvolk in Ostasien. Sie werden meist mit den Dingling (丁零) gleichgesetzt.

## Geschichte
Die Tiele gelten laut Chinesischen Chroniken als Teil der Xiongnu-Konföderation, blieben aber nach deren Zerfall unabhängig und widersetzten sich sowohl den Rouran als auch den Göktürken. Die Tiele oder Gaoche standen in diplomatischen Beziehungen zur Nördliche Wei-Dynastie.

### Teil des Göktürkenreichs
546 kam es erneut zu einem Aufstand der Fufuluo (副伏羅) und anderer Stämme, die sich seit dieser Zeit Tiele nannten. Diese wurden bald von Bumin in der Dsungarei besiegt und 250.000 Tiele wurden in dessen Armee übernommen. Mit dieser Armee zog Bumin 552 nach Anagui nördlich der chinesischen Grenze, besiegte dort die Reste der Rouran und schuf das Erste Türk-Kaganat der Gök-Türken. Später unterwarf er die Tiele endgültig.
Zu dieser Zeit wurde zu den Tiele über 40 Stämmen gezählt, die auf sieben Gebiete verteilt waren.
- Nördlich des Flusses Tuul lebten die Pugu, Tongluo, Weihe (Orchon-Uiguren), Bayegu, Fuluo (Fufuluo), Mengchen, Turuhe, Sijie, Hun (Hunyu), Hu, Xue (Huxue) und andere. Diese hatten zusammen eine Armee von 20.000 Mann.
- Westlich von Kumul und nördlich von Karaschahr, nahe dem Tianshan, waren die Qibi, Boluozhi, Yidie, Supo, Nahe, Wuhuan (Wuhu), Hegu (Kirgisen), Yedie, Yunihuan (Yunihu) und weitere ansässig. Sie hatten zusammen 20.000 Mann in der Armee.
- Hinter dem Altai lebten die Xueyantuo, Dieleer, Shipan (Yueban), Daqi und weiter mit einer Streitmacht von 10.000 Mann.
- Nördlich von Samarqand, bis zum Fluss Wolga waren die Hedie (A-Die), Hejie, Bohu, Bigan, Juhai, Hebixi, Hecuo, Suba, Yemo, Keda und andere zu finden mit einer Armee von 30.000.
- Östlich und westlich des Kaspischen Meeres siedelten die Sulu, Hesan (Chasaren), Suoye, Miecu, Longhu (Sahu) und andere. Diese hatten zusammen eine Armeestärke von 8.000.
- Östlich des Byzantinischen Reiches lebten die Enqu, A-Lan (Alanen), Beiru, Jiuli, Fuwahun und weitere mit einer Streitmacht von 20.000.
- In der Region südlich des Baikalsees lebten unter anderem die Dubo (Tuwiner).

Diese damals den Tiele zugeordneten Stämme hatten keinen gemeinsamen Herrscher, waren aber fast alle Teil des Reichs der Göktürken. Die meisten dieser Stämme stammen aber nicht von den Dingling, Gaoche oder Fufuluo ab, sondern wurden nur ihnen zugeordnet, meist aus falschem Wissen.

### Aufstände und Unabhängigkeit
582 erklärten die die Stammesführer Tardu und Apa, Khan in der nördlichen Dsungarei, die Unabhängigkeit. Apa wurde 587 besiegt, doch Tardu konnte sich halten und stritt 599 gemeinsam mit dem Göktürkenherrscher Dulan in einem Bürgerkrieg gegen seinen Sohn Qimin, der sich mit den Chinesen verbündete. Dulan unterlag den Chinesen und Tardu nahm sein Herrschaftsgebiet an sich. Nach einem durch die Chinesen provozierten Aufstand von Tiele-Stämmen musste Tardu 603 zu den Tuyuhun fliehen.
Nachdem Chuluo die Herrschaft über die westlichen Tiele an sich gerissen hat, unterdrückte er diese, um eine Revolte zu verhindern. 605 gelang es dennoch einer Allianz unter den Qibi (契苾) und Xueyantuo (薛延陀) ihn zu stürzen. Sie eroberten die Dsungarei und wichtige Städte, sodass Chuluo 607 zum unteren Ili fliehen musste. So wurde Geleng (哥楞) von den Qibi zum neuen Khagan ausgerufen und Yishibo (乙失钵) von den Xueyantuo zum zweiten Khagan. Noch im selben Jahr gelang es dieser Allianz zusammen mit den Chinesen die Tuyuhun zu besiegen.

### Eroberung durch China
611 griff der Khagan von Taschkent und Enkel Tardus, Shekui, Chuluo an, der daraufhin nach China floh. Danach zog er in die Dsungarei und beendete die Rebellion. Einige kleinere Gebiete wie das Königreich Gaochang unter chinesischer Vorherrschaft, wurden erst 612 unterworfen. Shekui restaurierte das westliche Khaganat konnte aber eine Spaltung der Herrscherfamilie Ashina nicht verhindern. 628 zog eine Gruppe unter Yinan (夷男), die Xueyantuo, über den Altai und gründeten dort eine neue Konföderation mit den dort lebenden Tiele.
660 kam es zu ersten Aufständen der Stämme Sijie (思结), Bayegu (拔野古), Pugu (仆骨) und Tongluo (同罗). Diese wurden 622 von den Chinesen niedergeschlagen. Danach wurden Versuche unternommen, die restlichen Tiele zu befrieden, was zu einer Stabilisierung der Lage führte. 669 soll es zu einer erfolglosen Revolte der Xueyantuo gekommen sein. 679 wurde von drei Adligen eine Rebellion angeführt, unter denen Ashina Nishufu (阿史那泥熟匐) als Khagan bestimmt wurde. Sie wurden bald von den Chinesen geschlagen und Nishifu im Kampf verraten und getötet. Die Reste der Aufständischen flohen und verbündeten sich mit Ashina Funian (阿史那伏念), um die Chinesen erneut anzugreifen. Funian erklärte sich 681 zum Khagan, konnte aber seine Macht nicht halten. Nachdem der Aufstand niedergeschlagen wurde, wurden am 16. November über 50 Beteiligte in der Hauptstadt hingerichtet. Der letzte Aufstand soll 682 von den Pugu und den Tongluo angeführt worden sein, gemeinsam mit dem Ashina-Clan. Dieser hatte Erfolg und führte zur Gründung des Zweiten Türk-Kaganats durch Ilteris Sad. Sie wurden jedoch bald darauf von einer chinesischen Armee geschlagen. Viele zogen in das Protektorat in das Gebiet von Ganzhou.

### Neues Reich der Göktürken und Verschwinden
Ab 704 zogen die mit den Chinesen verbündeten Stämme der Tiele nach Westen. Zu dieser Zeit unterwarfen sich die meisten Tiele dem neuen Reich der Göktürken. Es wurden weiterhin Kriegszüge über die chinesische Grenze nach Norden gehalten. Nachdem die Göktürken sich ab 708 auch nach Westen wandten, flohen viele Tiele ins chinesische Kernland und wurden unter anderem in Lingzhou angesiedelt. Es kam auch zu Aufständen gegen die göktürkische Herrschaft.
Bis 720 gelang es Tonyukuk, der als Tiele in China geboren war, die dortigen Tiele zu einigen. Er rief zu einer Rückkehr der Tiele nach Norden auf, woraufhin viele ihre Gemeinden im chinesischen Kernland verließen und nach Norden zogen. Die Macht des neuen Göktürkenkhaganats ließ zu dieser Zeit bereits nach.
Später kam es zu einem Bündnis zwischen den Tiele in China unter den Basmil (拔悉蜜), den Karluken und den Uiguren. Sie schlugen die Göktürken und töteten den Khagan. Das Oberhaupt der Basmil sollte Khagan werden, doch wurden sie von ihren Alliierten hintergangen. Die Uiguren gründeten ein neues Khaganat unter Qutlugh Bilge Köl. 745 gelang es ihnen, den göktürkischen Khagan im Exil, Qutlugh Boyla, zu töten.
Ab dieser Zeit tauchen die Tiele nicht mehr in der Geschichtsschreibung auf. Vermutlich haben sich große Teile von ihnen den Uiguren angeschlossen oder sind mit den heutigen Teleuten identisch.